# Cyanea mannii
Cyanea mannii är en klockväxtart som först beskrevs av Brigham och Horace Mann, och fick sitt nu gällande namn av Wilhelm B. Hillebrand. Cyanea mannii ingår i släktet Cyanea, och familjen klockväxter. Inga underarter finns listade i Catalogue of Life.